# Witalij Lisakowicz
Witalij Michajławicz Lisakowicz (biał. Віталій Міхайлавіч Лісаковіч, ros. Виталий Михайлович Лисакович; ur. 8 lutego 1998) – białoruski piłkarz, grający w rosyjskim klubie Lokomotiw Moskwa

## Kariera klubowa
Karierę zaczynał w Szachciorze Soligorsk. W międzyczasie przebywał na wypożyczeniach w rezerwach Dinama Zagrzeb oraz w ówcześnie występującym w chorwackiej ekstraklasie NK Rudeš i NK Varaždin. W sierpniu 2020 roku podpisał czteroletni kontrakt z rosyjskim Lokomotiwem Moskwa.

## Kariera międzynarodowa
W seniorskiej reprezentacji Białorusi zadebiutował 10 października 2020 roku w meczu eliminacji Euro 2020 z Estonią. Zmienił w 83. minucie Jauhiena Jabłonskiego.

### Gole dla Białorusi
| Lp. | Data                 | Stadion                            | Przeciwnik | Gol na | Wynik | Rozgrywki    |
| --- | -------------------- | ---------------------------------- | ---------- | ------ | ----- | ------------ |
| 1.  | 7 września 2020      | Stadion Centralny w Ałmaty, Ałmaty | Kazachstan | 2–1    | 2–1   | LN 2020/2021 |
| 2.  | 11 października 2020 | LFF Stadion, Wilno                 | Litwa      | 1-1    | 2-2   | LN 2020/2021 |
| 3.  | 27 marca 2021        | Stadion Dynama Mińsk, Mińsk        | Estonia    | 1-1    | 4-2   | El. MŚ 2022  |
| 4.  | 27 marca 2021        | Stadion Dynama Mińsk, Mińsk        | Estonia    | 4-2    | 4-2   | El. MŚ 2022  |

## Osiągnięcia

### Szachcior Soligorsk
- Mistrzostwo Białorusi: 2020